# بلگراد (مینه‌سوتا)
بلگراد، مینه‌سوتا (به انگلیسی: Belgrade, Minnesota) یک شهر در ایالات متحده آمریکا است که در مینه‌سوتا واقع شده‌است.

## خصوصیات
بلگراد ۳٫۱۶ کیلومترمربع مساحت و ۷۴۰ نفر جمعیت دارد و ۳۸۷ متر بالاتر از سطح دریا واقع شده‌است.